# Bernard III de Saxe
Pour les articles homonymes, voir Bernard III.
Bernard III, né en 1140 et décédé le 2 février 1212 à Bernbourg, fut comte de Ballenstedt et duc de Saxe de 1180 à sa mort. Fils cadet du margrave Albert l'Ours, il s'imposa comme le premier d'une lignée des ducs de la maison d'Ascanie après la chute de Henri le Lion.

## Famille
Bernard est le fils cadet d'Albert l'Ours (mort en 1170), le premier margrave de Brandebourg à partir de 1157, et de son épouse Sophie (1105–1160), probablement une fille du comte Hermann de Winzenbourg. 
Son père avait été nommé duc de Saxe par Conrad III de Hohenstaufen après l'élection de celui-ci au roi des Romains en 1138 ; toutefois, il n'était pas capable de s'affirmer contre ses adversaires de la maison Welf et Henri le Lion fut finalement inféodé avec le duché de Saxe en 1142. Albert a alors décidé de concentrer ses efforts sur la colonisation germanique dans les territoires des Slaves (« Wendes ») au-delà des fleuves Elbe et Saale.

## Biographie

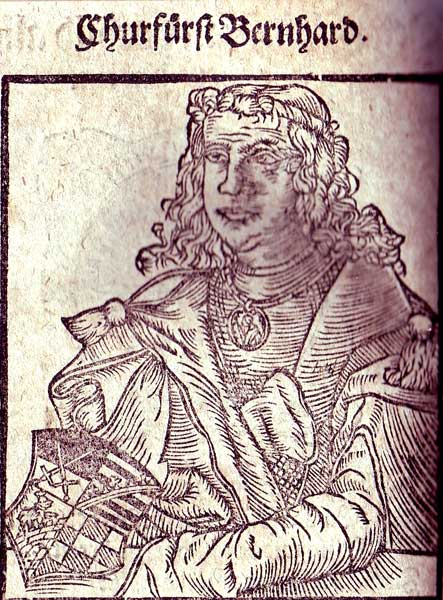
L'électeur Bernard, gravure de Balthazar Mencius (1596).

Bernard a été documentée pour la première fois en 1157, lorsqu'avec son père ils se rendent aux funérailles du margrave Conrad de Misnie. Deux ans plus tard, Bernard et son frère aîné Othon accompagnaient l'empereur Frédéric Barberousse pendant sa campagne contre la cité de Milan en Italie. 
À la mort de leur père, le 18 novembre 1170, Othon lui succéda en Brandebourg, tandis que Bernard reçoit les domaines héréditairs de la maison d'Ascanie autour de Aschersleben (Ascaria) en Ostphalie et des régions adjacentes dans la marche de l'Est saxonne, de l'autre côté de la rivière Saale, la future principauté d'Anhalt. 
Après le décès de son frère aîné Albert en 1171, il devint comte de Ballenstedt en Ostphalie. À la diète de Goslar, l'empereur Frédéric lui a assuré la seigneurie saxonne de Plötzkau sur la Saale que Bernard a cependant dû conquérir contre la forte résistance du duc Henri le Lion. En 1173, au cours d'une expédition militaire, les forces d'Henri assiégèrent et saccagèrent les domaines ascaniens d'Aschersleben, Gröningen et Halberstadt.

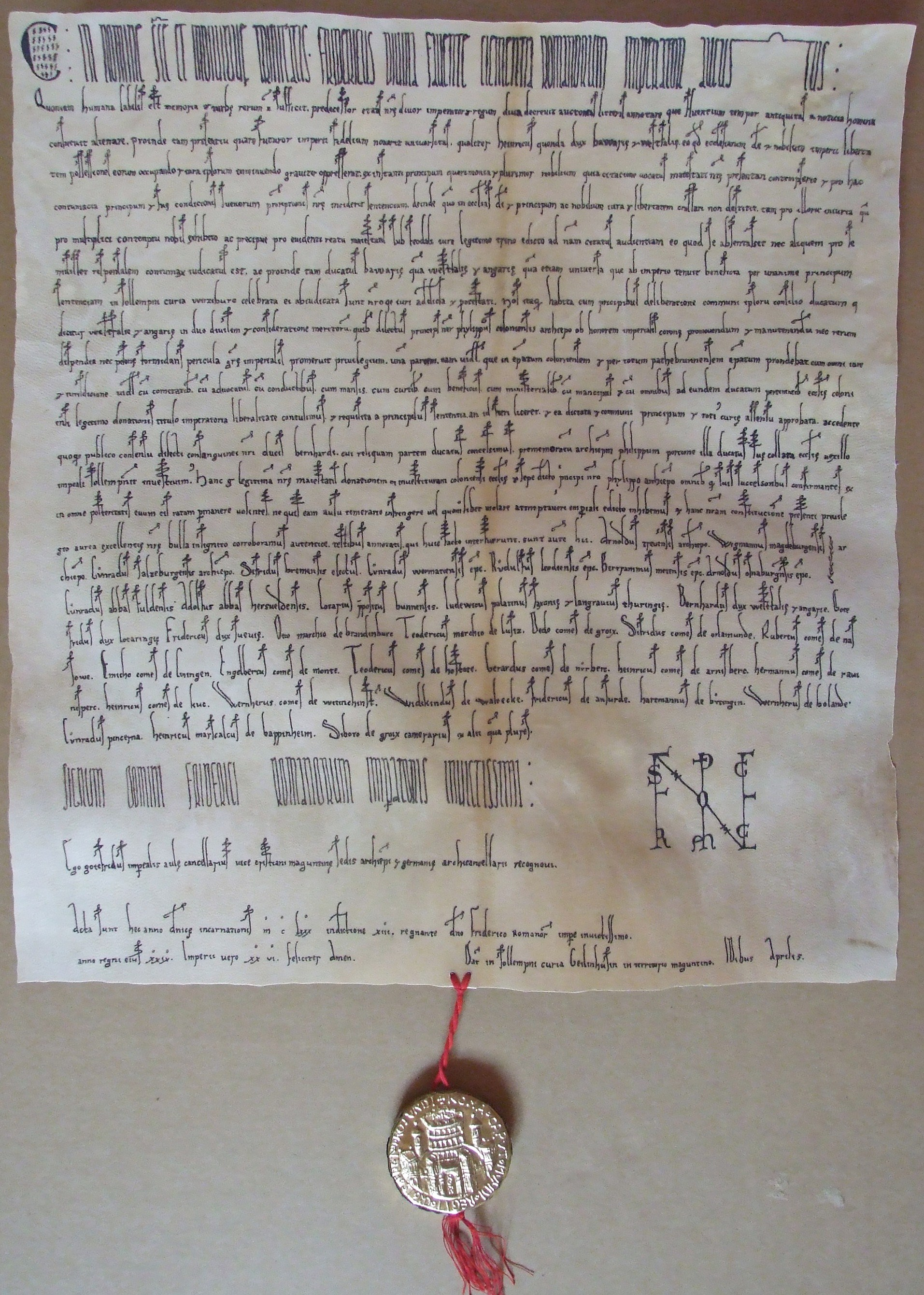
L'acte de Gelnhausen, une copie de l'original disparu.

En 1180, consécutivement à une longue crise entre les deux, Frédéric Barberousse a deposé Henri le Lion. Le duc perd tous ses fiefs en Saxe et en Bavière, ce qui a amené l'ascension de nouveaux acteurs politiques. Par l'acte de Gelnhausen délivré le 13 avril 1180, l'empereur conféra à Bernard le titre de dux Saxoniae. Le pouvoir réel sur l'ancien duché ethnique de Saxe, toutefois, a été divisé : les pays de l'Angrie et de la Westphalie tombent sous la domination des archevêques de Cologne, les comtes de Holstein obtinrent plus d'autonomie, le comté de Stade passa aux archevêques de Brême, la cité de Lübeck acquit le statut de ville d'Empire et le landgrave Louis III de Thuringe devient comte palatin de Saxe. Après sa soumission, Henri a pu sauver ses biens propres de Brunswick-Lunebourg. 
L'autorité du duc Bernard s'étendait sur les domaines dans l'Est de la Saxe, dans les terres de Wittemberg, d'Aken et autour de Magdebourg le long de l'Elbe. Les sujets en Nordalbingie au bord du cours inférieur de l'Elbe s'opposent à son règne, avec le soutien de Henri le Lion. Le comte Adolphe III de Holstein fut un ennemi acharné ; en échange, Bernard fit construire le château fort de Lauenbourg au rive droite de l'Elbe qui pendant les travaux déjà fut attaqué et détruit. Par ailleurs, le conflit s'étend au Mecklembourg voisin où le prince Henri Borwin, un partisan de Henri le Lion, luttait contre son cousin Nicolas. Peu après, le duc Bogusław de Poméranie, le prince Jaromar de Rügen et le roi Knut VI de Danemark s'engagent dans les affrontements armés. 
L'empereur, alarmé par les confrontations, a insisté pour que le duc Bernard et les insurgents trouvent un juste équilibre. Le comte Adolphe III de Holstein, ainsi que le comte mecklembourgeois Gosselin de Schwerin garderaient leur autonomie. En contrepartie, ils ont payé un lourd tribut ; en outre, le château de Lauenbourg doit être reconstruit.
À la mort de Frédéric Barberousse en 1190, Bernard a participé en qualité de « maréchal d'Empire » à l'élection du nouveau roi Henri VI. Plus tard cependant, il comptait parmi les plus vifs opposants à son projet de conférer à la royauté un caractère héréditaire (le Erbreichsplan). Lors de la double élection de 1198, Bernard avait soutenu Philippe de Souabe, frère cadet de Henri VI ; après l'assassination de celui-ci en 1208, il passa au camp de son rival Welf Otton IV. 
À la mort du duc Bernard en 1212, son fils cadet Albert lui succéda. Son fils aîné Henri devient le premier prince d'Anhalt.

## Union et postérité
Bernard épouse Brigitte (ou Jutta), fille du roi Knut V de Danemark, puis Sophie, fille du landgrave Louis II de Thuringe, puis, entre 1173 et 1177, Judith Piast (pl) (v.1154-apr.1201), fille du duc polonais Mieszko III le Vieux. 
Du premier mariage :
- Henri Ier (v.1170-1252), comte d'Anhalt ;
- Albert Ier (v.1175-1260), duc de Saxe ;
- Hedwige, épouse en 1204 Ulrich de Wettin, fils du comte Henri Ier et petit-fils du margrave Conrad Ier de Misnie ;
- Magnus (mort vers 1195).

Du deuxième mariage :
- Jean, prévôt d'Halberstadt.

Du troisième maruage :
- Sophie (morte en 1244), abbesse de Gernrode.

## Source
- Anthony Stokvis, Manuel d'histoire, de généalogie et de chronologie de tous les États du globe, depuis les temps les plus reculés jusqu'à nos jours, préf. H. F. Wijnman, Israël, réédition 1966, éditions Brill Leyde, volume III, publié en 1890-1893, chapitre VIII « Généalogie des Margraves de Brandebourg. Maison d'Ascanie » . Tableau généalogique n° 7.
- Notices d'autorité :   - VIAF
  - ISNI
  - LCCN
  - GND
  - WorldCat